# Proclamation de la République portugaise
Révolution du 5 octobre 1910
Pour les articles homonymes, voir Révolution portugaise.

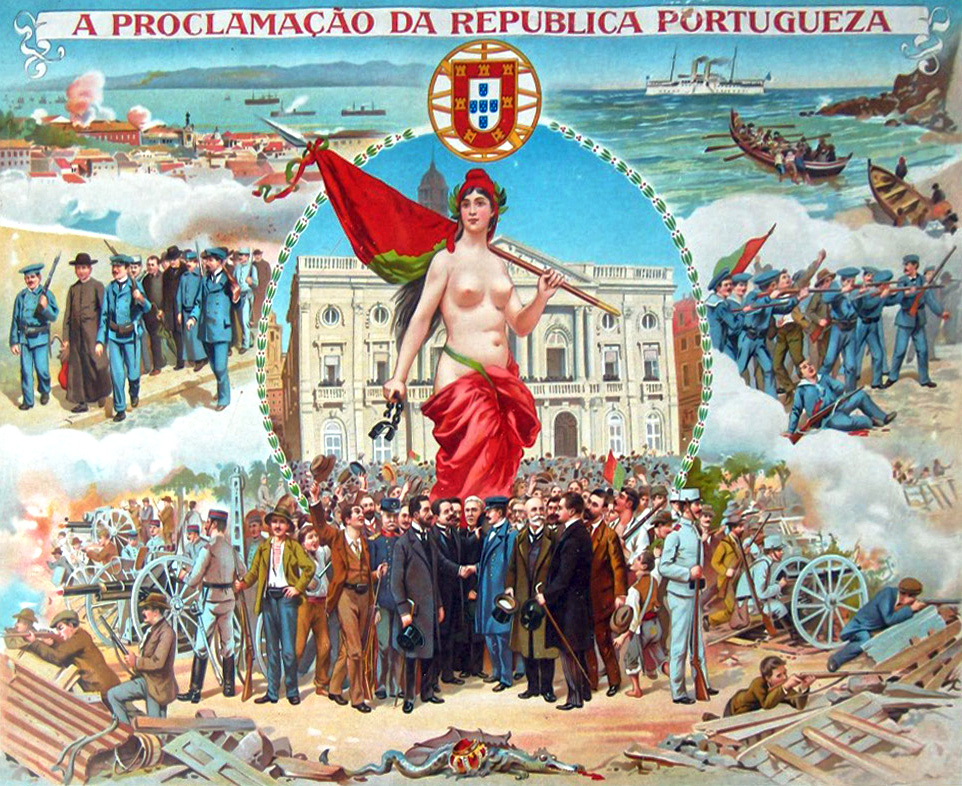
Chromolithographie illustrant la proclamation de la République portugaise le 5 octobre 1910 (dessin de Cândido da Silva).

La proclamation de la République portugaise est le résultat du coup d'État organisé par le Parti républicain portugais. Plus connue sous le nom de révolution du 5 octobre 1910, ce bouleversement politique et social entraîne la fin de la monarchie constitutionnelle, par le renversement du roi Manuel II, et l'installation le jour même d'un régime républicain au Portugal.
La soumission du pays aux intérêts coloniaux britanniques, les dépenses de la famille royale, la puissance de l'Église, l'instabilité politique et sociale, le système d'alternance au pouvoir des deux principaux partis politiques (progressistes et régénérateurs), la dictature de João Franco et l'apparente incapacité à accompagner le progrès contribuèrent au processus d'érosion de la monarchie portugaise dont les partisans républicains surent tirer parti. Le Parti républicain se présentait ainsi comme le seul parti proposant un programme capable de rendre au pays tout son prestige et de le conduire sur la voie du progrès.
La République fut proclamée à 9 heures du matin, le 5 octobre 1910, depuis le balcon de la mairie de Lisbonne, à la suite des réticences de l'infanterie à combattre les quelque 2 000 soldats et marins révoltés, dans la nuit du 3 au 4 octobre 1910.
Teófilo Braga prit la tête d'un gouvernement provisoire jusqu'à l'adoption de la Constitution de 1911, qui marqua le début de la Première République. Parmi les nombreux changements portés par la République, soulignons celui des symboles nationaux que sont l'hymne et le drapeau, toujours en vigueur depuis.

## Antécédents

### L'expansion coloniale bloquée dans le Sud de l'Afrique

La carte rose à l'origine de l'ultimatum britannique de 1890.

Le 11 janvier 1890, le gouvernement britannique de Lord Salisbury envoie au gouvernement portugais un ultimatum sous la forme d'un mémorandum. Il exige le retrait des forces militaires portugaises, commandées par le major Serpa Pinto, occupant le territoire compris entre les colonies portugaises d'Angola et du Mozambique (actuels Zimbabwe et Zambie). Cette zone était alors revendiquée par le Portugal comme le prouvait la carte rose.
La promptitude portugaise à céder aux exigences britanniques est vécue comme une humiliation nationale par une grande partie de la population et des élites. Cet événement déclenche une profonde vague de mécontentement envers le nouveau roi, Charles Ier de Portugal, la famille royale et les institutions monarchiques, considérés comme responsables de l'entrée en décadence du pays.
La situation s'aggrave avec la sévère crise financière intervenue entre 1890 et 1891 : les versements des émigrants du Brésil chutent de 80 % à la suite de la proclamation de la première république au Brésil. Si le gouvernement monarchique suit avec inquiétude la situation au Brésil, les partisans républicains s'en réjouissent,. Ils sauront capitaliser sur ce mécontentement ; le nombre de leurs partisans ne va pas cesser d'augmenter et leur base sociale s'élargir jusqu'au renversement du régime.
Le 14 janvier, le gouvernement progressiste tombe, le chef du parti régénérateur, António de Serpa Pimentel, est nommé pour former un nouveau gouvernement. Le parti progressiste, contestant l'accord colonial passé avec les Britanniques, se lance alors dans une attaque contre le roi, allant jusqu'à voter en faveur des candidats républicains lors de l'élection de mars 1890.
Alimentant une ambiance quasi insurrectionnelle, le jeune António José de Almeida, futur président de la République, alors étudiant de l'université de Coimbra, publie un article, le 23 mars 1890, intitulé Bragance, le dernier (en référence à la dynastie royale). Cet article jugé calomnieux envers le roi lui vaudra une peine de prison.

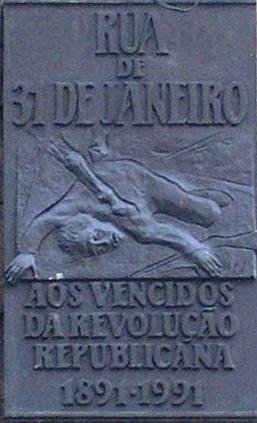
Plaque commémorative du mouvement du 31 janvier 1891 à Porto.

Le 1er avril 1890, le vieil explorateur Silva Porto, figure historique de l'exploration africaine, s'immole par le feu, enveloppé dans un drapeau portugais, dans la région de Kuito en Angola. Son geste vise à dénoncer l'échec des négociations entre les responsables angolais et les troupes portugaises de Paiva Couceiro. Celles-ci stationnaient dans la région malgré les promesses de Silva Porto. Paiva Couceiro attribuera ce suicide à l'ultimatum. L'émoi national profite encore aux républicains; une foule immense assiste à ses funérailles à Porto. Le 11 avril est mis en vente le Finis Patiae de Guerra Junqueiro, qui ridiculise la figure du roi.
Le 31 janvier 1891, la ville de Porto assiste à un soulèvement militaire contre la monarchie constitutionnelle. Les insurgés, qui ont pour hymne une chanson à caractère patriotique composée en réaction à l'ultimatum britannique, A Portuguesa, s'emparent du Palais du Conseil. À son balcon, le journaliste et homme politique républicain, Augusto Manuel Alves de Veiga, proclame l'implantation de la République au Portugal et hisse le drapeau rouge et vert du Centre démocratique fédéral. Mais le mouvement est étouffé peu après par la Garde Municipale, restée fidèle au gouvernement. On comptera 12 morts et 40 blessés. Les révoltés capturés sont jugés; 250 sont condamnés à des peines allant de 18 mois à 15 ans de déportation en Afrique. La chanson A Portuguesa est interdite.
Malgré cet échec, la révolte du 31 janvier 1891 est la première vraie menace vécue par le régime monarchique. Elle annonce ce qui finira par arriver presque deux décennies plus tard.

### Parti républicain portugais

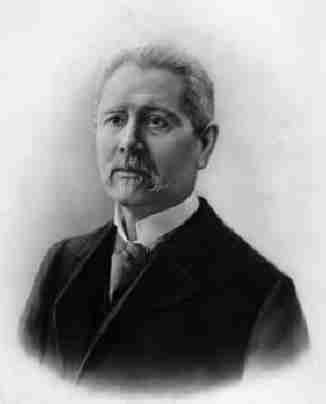
Teófilo Braga.

Le mouvement révolutionnaire du 5 octobre 1910 fait suite à l'intense activité doctrinaire et politique menée par le Parti républicain portugais (PRP) depuis sa création en 1876. Celui-ci affiche depuis le début sa volonté de renverser le régime. En faisant de la fin de la monarchie le préalable à la renaissance nationale, le PRP met la question du régime au-dessus de toutes les autres, concentrant toute son action politique vers cet objectif. Il a le mérite d'afficher un message clair et de se démarquer ainsi du Parti socialiste, qui défend l'idée d'une collaboration avec le régime en échange de mesures en faveur de la classe ouvrière, dont les conditions de travail en usine sont terribles ; d'une manière générale, son discours lui permet de fédérer autour de lui tous les mécontents.
Le parti acquiert une grande cohésion interne, toute divergence idéologique entre ses membres étant mise de côté. Celles qui existent sont plutôt d'ordre stratégiques qu'idéologiques. Les principes politiques des républicains portugais ont depuis longtemps été fixés avec José Félix Henriques Nogueira et ils subissent peu de changements au fil des ans si ce n'est pour s'adapter aux réalités du pays ; Teófilo Braga y contribue en tentant de concrétiser les idées de décentralisation et de fédéralisme, abandonnant le caractère socialiste au profit des aspects démocratiques. Ces changements visent à éviter les antagonismes entre la petite et la moyenne bourgeoisie amenée à fournir le gros des militants républicains. Lors des élections du 13 octobre 1878, le PRP parvient à faire élire son premier député pour Porto, José Joaquim Rodrigues de Freitas. Cependant, l'abandon des intérêts du prolétariat sera à l'origine de nombreuses désillusions concernant la Première République portugaise.
Les républicains portugais prétendent aussi faire de la chute de la monarchie une mystique messianique, unificatrice, nationale et au-dessus des classes. Cette panacée censée guérir d'un coup tous les maux de la société portugaise, ramener la Nation sur les chemins de la gloire, ne fait qu'accentuer deux de ses aspects fondamentaux : le nationalisme et le colonialisme.
Le résultat de cette combinaison sera l'abandon de l'ibérisme patent dans les premières thèses républicaines de José Félix Henriques Nogueira, au profit d'une identification de la monarchie et des monarchistes à l'antipatriotisme et aux concessions faites aux intérêts étrangers. L'autre composante très forte de l'idéologie républicaine est l'anticléricalisme, théorisé par Teófilo Braga : leurs discours associent religion avec retard scientifique et opposition au progrès, alors que la république est associée avec science et progrès. La prise de position anticléricale, provoquant un clivage avec les milieux les plus conservateurs finira par être une entrave à l'installation de la République. Comme on[Qui ?] peut le voir, les questions idéologiques ne sont pas fondamentales dans la stratégie des républicains : pour la majorité de leurs sympathisants, qui ne connaissent pas forcément les textes des principaux manifestes, seul compte le fait d'être contre la monarchie, contre l'Église et contre la corruption politique des partis traditionnels. Ce manque de préoccupation idéologique ne signifie pas que le parti n'ait pas cherché à divulguer ses principes. En octobre 1910, il existe 167 associations de caractères variés affiliés au PRP. Mais cette divulgation se fait principalement à travers leurs journaux (A Voz Pública et O Mundo, à partir de 1900, pour Porto, A Luta à Lisbonne à partir de 1906) et l'organisation de manifestations populaires, de comices, etc.
La propagande républicaine sait tirer parti de certains événements de l'actualité qui vont avoir beaucoup d'impact dans la population : les commémorations à l'occasion du troisième centenaire de la mort de Camões, en 1880, ou encore l'ultimatum anglais de 1890, sont utilisés par les partisans républicains pour mettre en avant leur patriotisme et leur proximité avec les aspirations populaires.
Le troisième centenaire de la mort de Camões est marqué de manière grandiose : un immense cortège civique parcourt les rues de Lisbonne dans l'enthousiasme général ; même chose lors du transfert des dépouilles mortuaires de Camões et de Vasco de Gama vers le Panthéon national. Les illuminations et l'ambiance de fête nationale de ces commémorations contribuent à en faire un moment d'exaltation patriotique. Bien que l'idée de commémorer l'écrivain Camões soit partie de la Société de Géographie de Lisbonne, c'est une commission de représentants de la presse de Lisbonne qui se charge de son organisation. Cette commission est composée par le Vicomte de Jorumenha, Teófilo Braga, Ramalho Ortigão, Batalha Reis, Magalhães Lima et Pinheiro Chagas. Le Parti Républicain, auquel appartiennent les principales figures de la commission exécutive des commémorations du tricentenaire de Camões, en retire une grande popularité.
Outre Rodrigues de Freitas, d'autres députés seront élus pour le PRP entre 1884 et 1894: Manuel de Arriaga, José Elias Garcia, Zófimo Consiglieri Pedroso, José Maria Latino Coelho, Bernardino Pereira Pinheiro, Eduardo de Abreu, Francisco Teixeira de Queirós, José Jacinto Nunes e Francisco Gomes da Silva. Entre 1894 et 1900, il n'y aura pas de représentant républicain au parlement. Durant cette phase le parti se concentrera sur son organisation interne. C'est une période de répression contre le PRP, après laquelle il pourra de nouveau participer aux élections législatives. En 1900, il aura quatre députés élus : Afonso Costa, Alexandre Braga, António José de Almeida e João de Meneses.

### Régicide de 1908

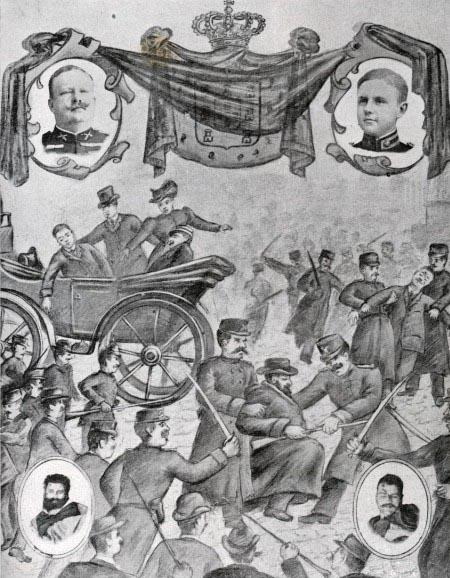
Reconstitution anonyme du régicide de 1908 publié dans le journal Folha Volante.

Le 1er février 1908, rentrant à Lisbonne, après un séjour à Vila Viçosa, dans l'Alentejo, après une saison de chasse, le roi Charles Ier et le prince héritier Louis Philippe sont assassinés au milieu de la Place du Commerce. L'usure du régime est en grande partie à l'origine de cet attentat, usure provoquée par l'alternance sans réelle portée de deux partis au pouvoir, le Parti progressiste (Portugal) et le Parti régénérateur. Le roi, en tant qu'arbitre du système politique, rôle attribué par la Constitution portugaise de 1838, venait de désigner João Franco au poste de président du Conseil des ministres. Celui-ci, dissident du Parti Régénérateur, était parvenu à convaincre le roi de fermer le parlement afin de prendre une série de mesures visant la moralisation de la vie politique. Cette décision lui vaut la colère de toute l'opposition, aussi bien républicaine que monarchique, qui l'accuse de se comporter en dictateur. Les événements se précipitent avec l'affaire des dettes de la famille royale et la signature du décret du 30 janvier 1908 qui prévoit la déportation vers les colonies, sans jugement, pour les individus impliqués dans la tentative de complot républicain intervenu deux jours plus tôt (connu comme le « coup d'État de l'ascenseur de la bibliothèque »[Où ?]).
La famille royale se trouve au palais ducal de Vila Viçosa, mais les événements conduisent le roi à précipiter son retour à Lisbonne ; au matin du 1er février, ils prennent le train à Vila Viçosa. La suite royale atteint Barreiro en fin d'après-midi ; là, elle embarque à bord du vapeur Dom Luis afin de traverser le Tage et débarque sur le Terreiro do Paço à Lisbonne vers 17 heures. Malgré le climat de grande tension, le roi décide de poursuivre son voyage à bord d'une voiture décapotée, avec une escorte réduite, afin de jouer la normalité. Tandis qu'ils saluent la foule présente sur la place, la voiture est atteinte par plusieurs coups de feu. Un tir de carabine traverse le cou du roi, le tuant sur le coup. Plusieurs coups de feu suivent, alors que le prince qui parvient même à toucher un des tireurs, est atteint à son tour au visage. La reine, debout, se défend avec le bouquet de fleurs qui lui a été offert, flagellant l'un des agresseurs qui était grimpé sur le repose-pied de la voiture, et criant Infames ! Infames !. L'infant Manuel est atteint également au bras. Deux des régicides, Manuel Buíça, instituteur, et Alfredo Costa, employé de commerce et éditeur, sont abattus sur place, les autres parviennent à s'enfuir. La voiture entre dans l'Arsenal de la Marine, où sera constatée la mort du roi et du prince héritier.
Après l'attentat, le gouvernement de João Franco est destitué et une enquête rigoureuse est lancée qui, après deux longues années, pointera du doigt les carbonaristes. Le processus d'investigation est déjà conclu la veille du 5 octobre 1910. Entretemps, d'autres suspects directement mêlés ont été découverts, dont certains ont trouvé refuge au Brésil ou en France, alors que deux d'entre eux, pour le moins, ont été liquidés par les carbonaristes eux-mêmes.
Une partie de l'opinion européenne est choquée par cet attentat, Charles Ier étant très estimé par les autres chefs d'État. Le régicide de 1908 amorce le processus de la fin de la monarchie en plaçant sur le trône le jeune Manuel II, fait qui va précipiter les partis monarchiques les uns contre les autres.

### Agonie de la monarchie
De par son jeune âge (18 ans) et les événements tragiques et sanglants qui l'ont porté sur le trône, Manuel II bénéficie au début d'un grand élan de sympathie. Le jeune roi commence par nommer un gouvernement de consensus, présidé par Francisco Joaquim Ferreira do Amaral. Ce gouvernement d'apaisement, comme on a pu le désigner, bien qu'il réussisse à ramener le calme momentanément, sera de courte durée. La situation politique se dégrade à nouveau rapidement ; sept gouvernements vont se succéder en deux ans. Les partis monarchiques replongent dans leurs divisions, tandis que le Parti Républicain continue à gagner du terrain. Lors des élections du 5 avril 1908, les dernières législatives sous la monarchie, sept députés sont élus parmi lesquels Estêvão de Vasconcelos, Feio Terenas et Manuel de Brito Camacho. Aux élections du 28 août 1910, le parti remporte une grande victoire, élisant 14 députés dont 10 pour Lisbonne.
Cette visibilité est pourtant jugée insuffisante par les membres les plus radicaux du parti, qui défendent la lutte armée afin de prendre le pouvoir dans les plus brefs délais. Cette fraction remporte le Congrès du parti à Setúbal en avril 1909. La nouvelle direction (composée de personnalités plus mesurées comme Teófilo Braga, Basílio Teles, Eusébio Leão, Cupertino Ribeiro ou José Relvas), reçoit du congrès un mandat qui lui impose de faire la révolution. Les plus radicaux sont chargés de la logistique dans la préparation de cette révolution. Le comité civil est formé par Afonso Costa, João Chagas et António José de Almeida. À la tête du comité militaire on place l'amiral Cândido dos Reis.
António José de Almeida est chargé de l'organisation des sociétés secrètes telles que la Charbonnerie (dont l'un des chefs était le commissaire naval António Maria Machado Santos), la Franc-maçonnerie (bien qu'étant indépendante des organes du parti) et la Junte Libérale dirigée par le Dr Miguel Bombarda. L'action de propagande de cet éminent médecin dans les milieux bourgeois est très importante et attire de nombreux sympathisants. Les républicains recrutent de nombreux adeptes parmi les membres des forces armées grâce à leur tendance révolutionnaire assumée. Même s'il existe déjà un noyau républicain au sein de l'armée, le mouvement manque d'officiers quand débutent les préparatifs de la révolution en 1909. Ce manque est compensé par l'action conjointe de la franc-maçonnerie, de l'amiral Cândido dos Reis au sein du Comité militaire républicain (qui recrute la majorité des officiers) et de Machado dos Santos à la Charbonnerie.
La période qui sépare le congrès du début de la révolution est d'une grande instabilité : menaces de soulèvements, agitations sociales,... Le mouvement est plusieurs fois mis en péril par l'impatience du secteur de la Marine, commandé par Machado Santos, disposé à prendre tous les risques. Malgré l'agitation républicaine, le gouvernement ne semble pas prendre la mesure de la menace. La reine Amélie a bien conscience du large soutien dont bénéficient les républicains : « Leurs démonstrations de forces dans les rues de Lisbonne, comme celle du 2 août 1909, réunissant 50 000 personnes dans un ordre impressionnant, font écho aux tumultes organisés à l'Assemblée par certains députés républicains. C'est dans la nuit du 2 août que j'ai compris que la couronne était menacée : lorsque le roi est contesté ou rejeté par une partie de l'opinion, avec raisons ou non, il ne peut plus jouer son rôle d'unificateur. »

## Révolte

Le drapeau portugais après la proclamation de la République.

Le 3 octobre 1910, la révolution républicaine annoncée éclate. Malgré l'absence de nombreux protagonistes républicains, laissant penser un moment que le mouvement avait échoué, elle finit par se lancer grâce notamment à l'incapacité du gouvernement à répliquer. En effet, il ne parvient pas à réunir des troupes suffisantes pour venir à bout des quelque 200 révolutionnaires qui tiennent la place Rotunda les armes à la main.

### Premières actions des révolutionnaires
Durant l'été 1910, Lisbonne fourmille de rumeurs ; le président du Conseil António Teixeira de Sousa est prévenu du coup de force imminent. Celui-ci n'échappe pas à la règle : il était attendu par le gouvernement qui, le 3 octobre, donne l'ordre à toutes les troupes de la garnison de se tenir prêtes. Après le dîner offert en l'honneur de Manuel II par le président brésilien Hermes da Fonseca, en visite d'État au Portugal, le monarque retourne au Palacio das Necessidades, tandis que son oncle et héritier de la couronne, l'infant Alphonse de Bragance, se rend à la citadelle de Cascais.
Après l'assassinat de Miguel Bombarda par l'un de ses patients, les chefs républicains se réunissent en urgence dans la nuit du 3 octobre. Certains officiers s'opposent à l'intervention compte tenu de l'alerte des forces militaires. Mais l'amiral Cândido dos Reis insiste pour aller de l'avant ; il aurait alors proféré cette phrase : « La révolution ne sera pas ajournée : suivez-moi si vous voulez. Si un seul d'entre nous doit accomplir son devoir, que ce soit moi. »
Machado Santos, lui, n'attend pas la réunion pour passer à l'action. Il se rend au quartier-général du régiment d'infanterie 16, où un caporal révolutionnaire avait provoqué le soulèvement d'une majorité de la garnison : un commandant et un capitaine ayant tenté de s'opposer sont tués. Après avoir pénétré dans la caserne avec une dizaine de Charbonniers, le commissaire naval se dirige vers le régiment d'artillerie devant une centaine de militaires. Il y retrouve le capitaine Afonso Palla et quelques sergents, qui occupent déjà les lieux, après avoir laissé entrer quelques civils et emprisonné des officiers récalcitrants. À son arrivée, on forme deux colonnes que l'on place sous le commandement des capitaines Sá Cardoso et Palla. La première marche au devant de régiments d'infanterie, qui doivent s'être soulevés avant de poursuivre vers Alcântara où ils doivent apporter leur soutien à la caserne des marins. En chemin, ils tombent sur un détachement de la Garde municipale, ce qui les oblige à se dévier. Après quelques affrontements avec la police et des civils, ils tombent sur la colonne commandée par Palla et ils avancent vers la place Rotunda. Ils s'y retranchent vers 5 h du matin. Ils sont alors entre 200 et 300 soldats de l'artillerie, 50 à 60 soldats de l'infanterie et 200 civils. Les capitaines Sá Cardoso et Palla, ainsi que le commissaire naval António Machado Santos (pt), font partie des 9 officiers présents.
Pendant ce temps, le lieutenant Ladislau Parreira accompagné de quelques officiers et de civils s'introduisent dans la caserne du Corps de Marins d'Alcântara à une heure du matin et parviennent à s'armer, à soulever la garnison et à emprisonner les commandants, dont l'un est blessé. Ils parviennent ainsi à empêcher la sortie de l'escadron de cavalerie de la Garde Municipale. Pour ce faire, l'appui en hommes et en armes des 3 navires ancrés sur le Tage est nécessaire. À bord, le lieutenant Mendes Cabeçadas avait pris le commandement de l'équipage soulevé de l'Adamastor, tandis que l'équipage révolté du São Rafael attendait un officier pour le commander.
Autour de 7 heures du matin, Ladislau Parreira, informé par des civils de la situation, prend la place du sous-lieutenant Tito de Morais aux commandes du São Rafael, donnant l'ordre aux navires de soutenir la garnison de la caserne. En apprenant que l'équipage du D. Carlos I s'est soulevé, alors que les officiers se sont barricadés, le lieutenant Carlos da Maia suivi de marins et de civils sortent du São Rafael. Après quelques échanges de tirs, qui blessent le commandant du navire et un lieutenant, les officiers se rendent et le D. Carlos I tombe aux mains des républicains.
C'est la dernière unité à se joindre aux insurgés qui rassemblent ainsi une partie du régiment de l'artillerie, du corps de marins et les trois navires cités. La Marine adhère en masse comme prévu, alors que d'autres casernes considérées comme sympathisantes ne bougent pas. Les républicains rassemblent ainsi 400 hommes sur la place de la Rotunda, entre 1000 et 1500 à Alcântara, dont l'équipage des navires, sans compter l'artillerie de la ville et des navires ainsi que la majeure partie des munitions. Rotunda et Alcântara sont occupées, mais la situation reste fragile et les principaux dirigeants ne sont pas encore intervenus.
Les débuts ne sont pas en faveur des insurgés. Les trois coups de canon qui devaient donner le signal d'avancer aux civils et aux militaires ont échoué. Un seul tir a été entendu et l'amiral Cândido dos Reis, qui attend le signal pour s'emparer des navires est finalement informé par des officiers de l'échec de l'opération. Il se réfugie chez sa sœur. Désespéré, il se tire une balle dans la tête. Au petit matin, on le retrouve mort dans une ruelle d'Arroios.
Pendant ce temps, à la Rotunda, les insurgés découragés par le calme apparent de Lisbonne décident d'abandonner. Sá Cardoso, Palla et les autres officiers se retirent. António Machado Santos (pt) reste et prend le commandement. Cette décision va être décisive pour le succès de la révolution.

### Forces gouvernementales
La garnison militaire de Lisbonne était constituée par quatre régiments d'infanterie, deux de cavalerie et deux bataillons de chasseurs ; 6982 hommes au total. Mais en réalité, des détachements ont été envoyés en mission de surveillance et de police dans les usines de Barreiro, à cause des grèves et de l'agitation syndicale qui durent depuis septembre.
Les forces gouvernementales disposent en fait d'un plan d'action depuis un an déjà, élaboré par ordre du commandement militaire de Lisbonne, le général Manuel Rafael Gorjão Henriques. Lorsque, dans la soirée du 3, le président du Conseil Teixeira de Sousa l'informe de l'imminence d'une révolution, l'alerte est immédiatement donnée dans les casernes de la ville. Les unités de Santarém et de Tomar sont appelées à la rescousse.
Dès le début de la révolte, le plan est lancé : les régiments d'infanterie, de chasseurs et de cavalerie ainsi que l'artillerie de Queluz se dirigent vers le Palacio das Necessidades afin de protéger le roi, tandis qu'une unité d'infanterie et de chasseurs marche sur le Rossio afin de protéger le quartier général.
Lorsque les forces policières de la garde municipale sont réparties, comme prévu, à travers la ville, afin de protéger les points stratégiques : la gare du Rossio, la fabrique de gaz, la maison de la Monnaie, la gare postale du Rossio, la caserne du Carmo, le dépôt de munitions de Beirolas et la résidence du président du Conseil au moment où se réunit le gouvernement. Il existe peu d'informations sur la police des douanes (1397 hommes) si ce n'est que certains se trouvent au Rossio. La police civile (1200 hommes) reste dans ses quartiers. Cette inaction prive le gouvernement de 2600 hommes.

### Combats
Le fait d'avoir aligné, côté monarchique, certaines unités dont les sympathies allaient vers les républicains (à tel point qu'on craignait qu'ils ne se soulèvent à leur tour), conjugué avec l'abandon, côté révoltés, du plan d'intervention original, au profit d'un retranchement à Rotunda et Alcântara, fait que la journée du 4 se déroule dans le calme, la ville bruissant de mille rumeurs de victoires et de défaites.
En apprenant la nouvelle de la concentration des révoltés à Rotunda, le commandement militaire de la ville envoie un détachement les attaquer. La colonne, sous le commandement du colonel Alfredo Albuquerque, est formée d'unités normalement affectées à la protection du Palacio das Necessidades. Un des héros des guerres coloniales, Henrique Mitchell de Paiva Couceiro, fait partie de ce détachement. La colonne avance jusqu'au pied de la Prison, où elle se prépare au combat. Avant même d'avoir pu se mettre en position, elle est attaquée par des insurgés. L'attaque est repoussée mais provoque quelques blessés, la perte d'animaux de charge et surtout la fuite de près de la moitié de l'infanterie. Paiva Couceiro réplique par le canon et l'envoi du reste de l'infanterie pendant trois quarts d'heure, ordonnant une attaque emmenée par près de 30 soldats, mais repoussée avec certaines pertes. Maintenant le feu, il ordonne une nouvelle attaque, mais ne réussit qu'à réunir 20 soldats. Pensant le moment venu de prendre d'assaut la caserne de la l'Artillerie, Paiva Couceiro demande des renforts. Il obtient pour seule réponse l'ordre de se retirer.
Faisant escale à Lisbonne, le président brésilien, Hermes da Fonseca, assiste à la révolte à bord du cuirassé São Paulo. Pendant ce temps, une autre colonne s'est formée afin d'attaquer également les révoltés de Rotunda ; l'ordre de se retirer viendra les arrêter avant. La colonne arrive au Rossio, en fin d'après-midi, sans même avoir combattu. Personne n'osera blâmer le général António Carvalhal de cet échec ; d'ailleurs celui-ci sera nommé chef de la Division Militaire par le gouvernement républicain.
Les renforts venant de province, attendus par le gouvernement toute la journée du 4, n'arriveront jamais. Seules les unités déjà citées, appelées en prévention à l'époque, reçurent l'ordre de marche. Dès le début de la révolte, les Carbonari ont coupé les fils du télégraphe empêchant les messages de parvenir aux unités de province. En outre, en possession d'information sur les unités alertées, les révolutionnaires avaient également coupé les voies ferrées, retardant d'autant leur arrivée. L'arrivée de renforts venant de la rive sud du Tage, plus proche, était improbable, les navires des révoltés dominant le fleuve. À la fin de journée, la situation était difficile pour les forces monarchiques : les navires des révoltés stationnaient près du Terreiro do Paço et le croiseur São Rafael avait même fait feu sur les édifices des ministères, sous les yeux ébahis du corps diplomatique brésilien, à bord du cuirassé São Paulo dans lequel voyage le président Hermes da Fonseca. Ce bombardement mine le moral des forces du Rossio, qui se croyaient pris entre deux feux, à Rotunda et Alcântara.

### Départ du roi

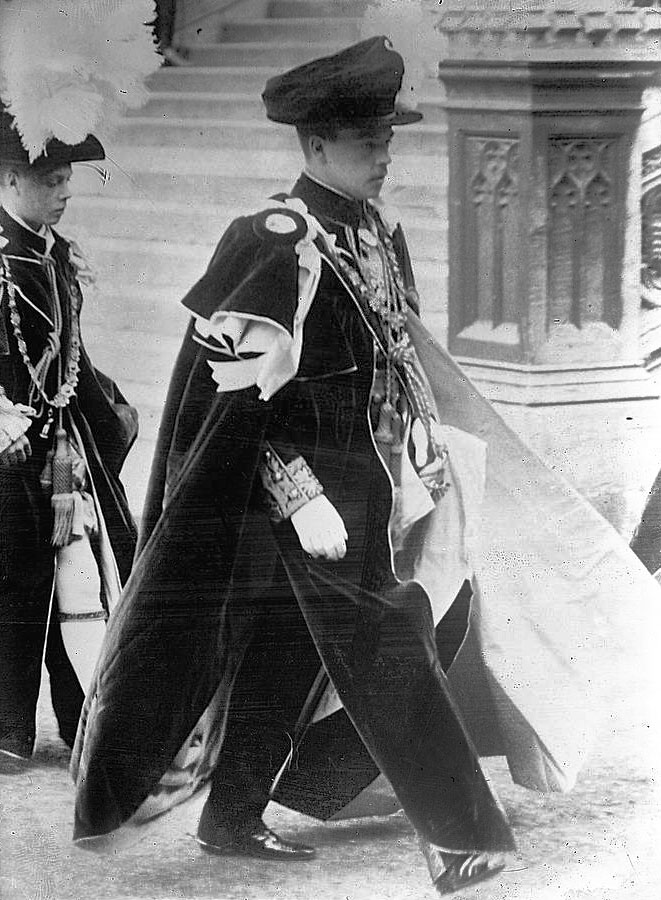
Le roi Manuel II de Portugal.

Après le banquet avec Hermes da Fonseca, Manuel II retourne au palais des Nécessités (Paço das Necessidades), escorté seulement de quelques officiers. Ils sont en train de jouer au bridge quand les révolutionnaires commencent à bombarder le palais. Le roi tente de téléphoner, mais la ligne a déjà été coupée. Il parvient tout de même à informer de la situation la reine-mère au palais de Pena. Peu après, des unités royalistes arrivent et parviennent à repousser les attaques des révolutionnaires, même si certaines balles atteignent les fenêtres.
Vers 9 h, le roi reçoit un coup de téléphone du président du Conseil, lui conseillant de se réfugier à Mafra ou à Sintra; en effet, les révoltés menacent de bombarder le palais. Manuel II refuse de partir mais déclare à son entourage : « Vous pouvez partir si vous le voulez, je reste. Si la constitution ne m'attribue d'autre rôle que celui de me laisser tuer, qu'il en soit ainsi. »
Dès l'arrivée de la batterie mobile de Queluz, les pièces d'artillerie sont disposées dans les jardins du palais de manière à pouvoir bombarder la garnison des marins en révolte située à moins de 100 mètres du palais. Pourtant, avant même de commencer, le commandant de la batterie reçoit l'ordre d'annuler le bombardement et de se joindre aux forces sortant du palais, intégrées à la colonne qui doit attaquer les révoltés de la 1re artillerie et de Rotunda. Autour de midi, les croiseurs Adamastor et São Rafael, qui une heure auparavant avaient jeté l'ancre face à la garnison des marins, commencent à bombarder le Palais des nécessités. Le moral des forces monarchistes présentes en prend un coup. Le roi se réfugie dans une petite maison dans le parc du palais d'où il parvient à téléphoner à Teixeira de Sousa. Si les révoltés ont coupé les lignes de téléphone spéciales de l'État ils ont épargné le réseau général. Il ordonne au Premier ministre d'envoyer au palais la batterie de Queluz pour empêcher le débarquement des marins, mais celui-ci lui répond que l'action principale se concentre sur Rotunda et que toutes les troupes y sont nécessaires. Conscient que les troupes disponibles n'étaient pas suffisantes pour encercler les révoltés à Rotunda, le ministre démontre au roi l'avantage qu'il y aurait à se réfugier à Sintra ou à Mafra de manière à libérer les forces stationnant au palais pour sa protection et faisant cruellement défaut à Rotunda.
À quatorze heures, les voitures transportant Manuel II et ses assesseurs quittent le palais en direction de Mafra, où l'école pratique d'infanterie disposerait de forces suffisantes pour protéger le souverain. Aussitôt parvenu à l'entrée de Benfica le roi libère l'escadron de la garde municipale chargée de l'escorter afin qu'il aille se battre en renfort contre les révoltés. Le roi parvient sans encombre à Mafra vers seize heures. Un problème surgit alors : à cause des vacances, l'école ne compte pas plus de 100 soldats au lieu des 800 attendus ; pas assez, selon le colonel Pinto da Rocha pour défendre le roi. Le conseiller João de Azevedo Coutinho en arrivant à Lisbonne conseille au roi d'appeler auprès de lui les reines Amélie d'Orléans et Maria Pia de Savoie (respectivement mère et grand-mère du roi) qui se trouvent dans les palais de Pena et de Sintra, afin de se préparer à partir pour Porto, et d'y organiser la résistance.
Le départ du roi n'aide pas vraiment les troupes de Lisbonne ; celles-ci, libérées de cette charge, et malgré les ordres répétés du quartier général de marcher sur le Rossio afin d'empêcher la concentration de l'artillerie des révoltés à Alcântara, voient la majeure partie des hommes désobéir.

### Triomphe de la révolution

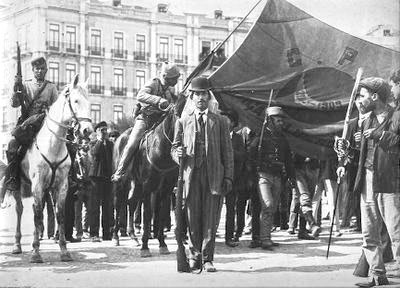
Marche avec le drapeau des Carbonaristes sur la place Marquis de Pombal (Lisbonne) connue sous le nom de Rotunda, le 5 octobre 1910.

Le moral est en berne en cette nuit du 4 octobre au sein des troupes monarchistes en poste sur la place Pierre IV (Rossio) et sous la menace constante d'un bombardement par les forces navales. La présence sur place des batteries de Paiva Couceiro, pourtant stratégiquement positionnées n'y change rien. Au quartier général, on discute de la meilleure position pour bombarder la Place Marquis de Pombal (Rotunda). À 3 heures du matin, Paiva Couceiro, escorté d'un escadron de la garde municipale, installe la batterie mobile dans le jardin de Castro Guimarães, dans le parc de Torel, décidé à y attendre le lever du soleil. Lorsque les forces de Rotunda commencent à faire feu sur Rossio, révélant ainsi leur position, Paiva Couceiro réplique causant beaucoup de pertes et semant la confusion parmi les révoltés. Le bombardement se poursuit donnant l'avantage aux monarchistes. Mais à 8 heures du matin Paiva Couceiro reçoit l'ordre de cesser le feu ; un armistice d'une heure a été décrété.
Pendant ce temps, à Rossio, le départ de Paiva Couceiro avec la batterie a porté un coup terrible au moral des troupes monarchistes ; la menace du bombardement de la part des forces navales les laisse désemparées. La 5e Infanterie et quelques éléments du 5e Chasseurs ont déjà garanti qu'ils ne s'opposeraient pas au débarquement de marins. Face à cette fraternisation avec l'ennemi, les commandants de ces formations se dirigent vers le quartier général où ils apprennent avec surprise la nouvelle de l'armistice.

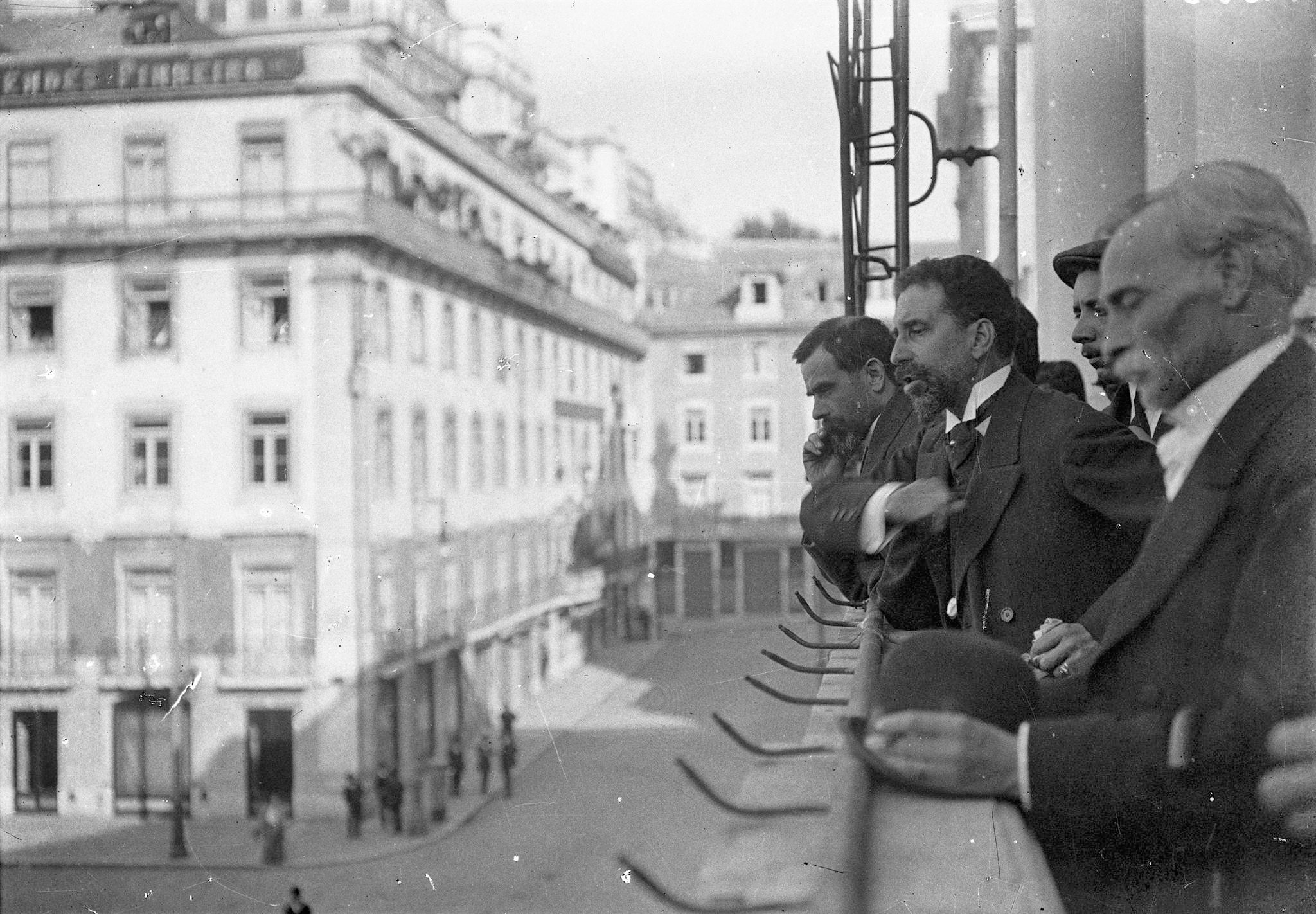
Proclamation de la république par José Relvas.

Le nouveau représentant allemand, arrivé l'avant-veille, s'installe à l'Hôtel Avenida Palace, lieu de résidence habituel de nombreux étrangers. La proximité de l'édifice avec la zone de combat ne l'épargne pas. Face au danger, le diplomate décide d'intervenir. Il se dirige au quartier général et demande au général Gorjão Henriques un cessez-le-feu qui lui permette d'évacuer les citoyens étrangers. Sans rien en communiquer au gouvernement et avec l'espoir peut-être de gagner du temps pour l'arrivée de renforts de province, le général accepte.
Le diplomate allemand, accompagné d'un ordonnance portant le drapeau blanc, se dirige vers Rotunda afin de conclure l'armistice avec les révoltés. Mais ceux-ci, voyant le drapeau blanc, imaginent que leurs ennemis sont en train de se rendre. Dans l'enthousiasme, ils quittent leurs lignes et se joignent à la population qui, elle, arrive des rues adjacentes et se rassemble en masse lançant des vivats à la république.
À Rotunda, Machado Santos commence par refuser l'armistice, puis finit par accepter devant les protestations du diplomate. Aussitôt, devant ce soutien populaire massif à la révolution qui gagne la rue, il se dirige courageusement au quartier général, soutenu par une partie de la population (à laquelle se sont joints les officiers ayant abandonné leur position à Rotunda).
La situation à Rossio, dont les rues sont noires de monde, est très confuse, mais semble tourner à l'avantage des républicains au vu de l'enthousiasme populaire. Machado Santos rencontre le général Gorjão Henriques, qui ne peut que se rendre à l'évidence, et l'invite à se maintenir à la tête de la division ; celui-ci refuse. Machado Santos confie donc le commandement au général António Carvalhal, connu pour être un partisan républicain. Peu après, vers 9 heures du matin, la république est proclamée par José Relvas, au balcon de l'Hôtel de ville de Lisbonne, après la nomination d'un gouvernement provisoire, présidé par des membres du Parti Républicain portugais ; celui-ci a pour but de gouverner le pays jusqu'au vote d'une nouvelle Constitution.
La révolution se solde par quelques dizaines de morts. Si le nombre exact n'est pas connu, on sait que, jusqu'au 6 octobre, 37 morts ont fait leur entrée à la morgue. De nombreux blessés sont hospitalisés, dont certains finissent par mourir. On sait, par exemple, que l'Hôpital São José (Lisbonne) accueillera 78 blessés, dont 18 mourront par la suite.

### Départ de la famille royale vers l'exil

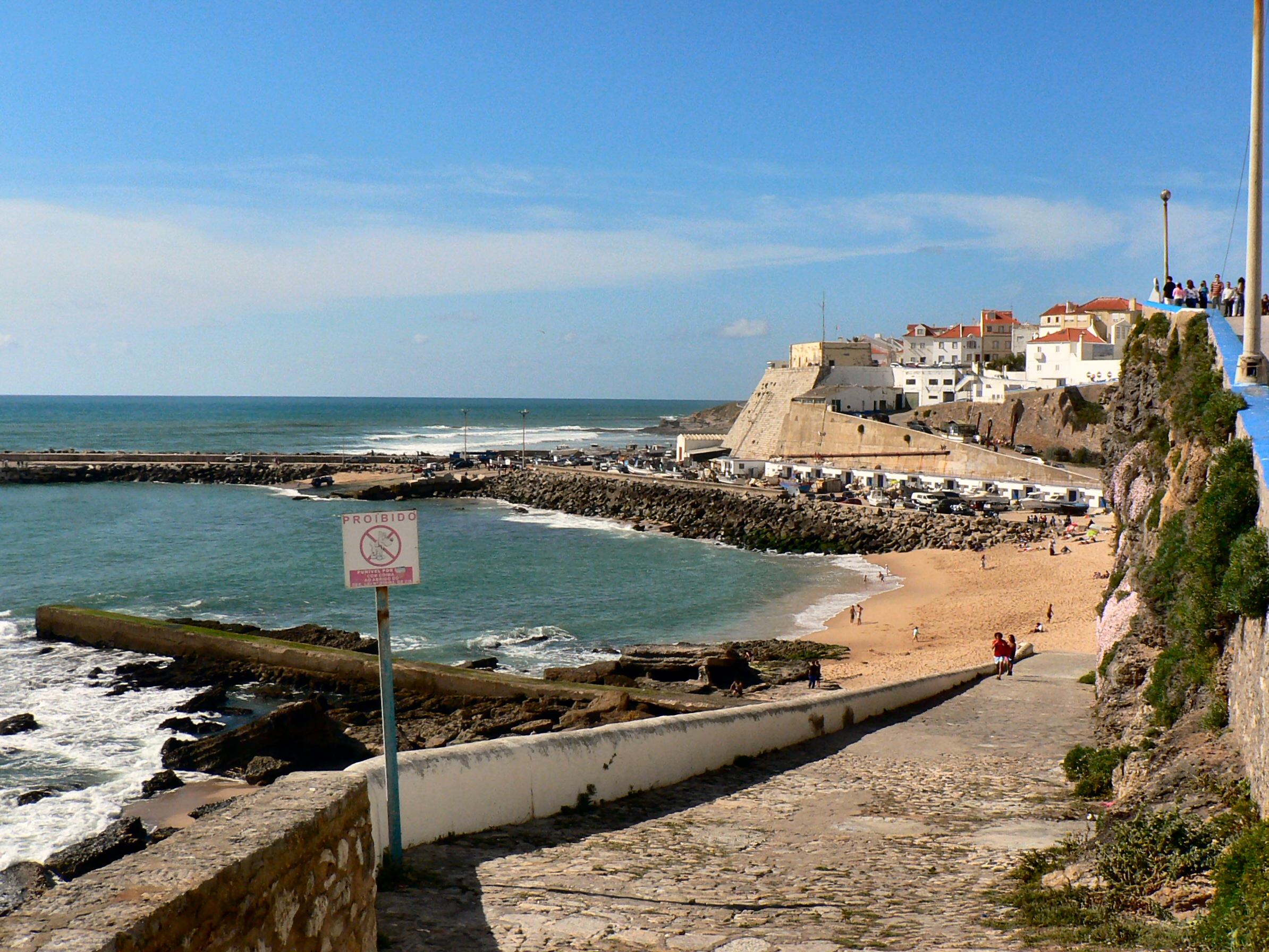
Ericeira, d'où la famille royale portugaise embarque à bord du yacht royal Amélia IV.

Depuis Mafra, le matin du 5 octobre, le roi cherche un moyen de rejoindre Porto ; l'entreprise semble très difficile à mener par voie terrestre étant donné l'inexistence d'escorte et les innombrables foyers de révolutionnaires disséminés à travers le pays. Vers midi, le maire de Mafra reçoit un ordre du nouveau gouverneur civil lui demandant de hisser le drapeau républicain. Peu après, le commandant de l'école pratique d'infanterie reçoit lui aussi un télégramme de son nouveau commandant l'informant de la nouvelle situation politique. La situation de la famille royale portugaise devient préoccupante.
Une solution se dessine lorsqu'on apprend l'accostage à Ericeira du yacht « Amélia IV ». À deux heures du matin, le yacht avait recueilli à la citadelle de Cascais, Dom Alphonse, oncle du roi et héritier du trône. Apprenant que le roi se trouve à Mafra, il a fait route vers Ericeira, port le plus proche où pouvoir jeter l'ancre. Ayant confirmation de la proclamation de la république et voyant le danger se rapprocher de sa prison, Manuel II décide d'embarquer et de faire route sur Porto. La famille royale et quelques accompagnateurs se rendent à Ericeira d'où ils embarquent sur le yacht royal, au moyen de deux barques de pêche, sous le regard surpris de la population.
Une fois à bord, le roi écrit au Premier ministre : « Mon cher Teixeira de Sousa, Forcé par les circonstances, je me vois obligé d'embarquer sur le yacht royal « Amélia ». Je suis portugais et je le serai toujours. J'ai la conviction d'avoir toujours accompli mon devoir de roi en toutes circonstances et d'avoir mis tout mon cœur et ma vie au service de mon pays. J'espère qu'il saura le reconnaître, convaincu que j'ai agi selon mes droits et mon dévouement ! Vive le Portugal ! Faites connaître, autant que possible, le contenu de cette lettre. »
Après s'être assuré que la lettre parviendrait bien à destination, le roi fait savoir qu'il veut partir pour Porto. On réunit un conseil autour du souverain, avec une partie de sa suite et les officiers. Le commandant João Agnelo Velez Caldeira Castelo Branco et son adjoint João Jorge Moreira de Sá s'opposent à cette idée, alléguant que si Porto ne les accueillait pas le navire n'aurait jamais assez de combustible pour atteindre un autre point d'ancrage. Face à l'insistance de Manuel II, l'adjoint rappelle que toute la famille royale voyagerait à bord et que son premier devoir était de sauver ces vies. C'est alors Gibraltar qui est choisi comme destination. C'est à ce moment que l'on apprend que Porto avait finalement adhéré à la cause républicaine. Manuel ordonne que le navire, propriété de l'État portugais, retourne ensuite à Lisbonne. Le roi destitué, va vivre dorénavant le reste de sa vie en exil.

## Premiers pas de la République

### Action du gouvernement provisoire

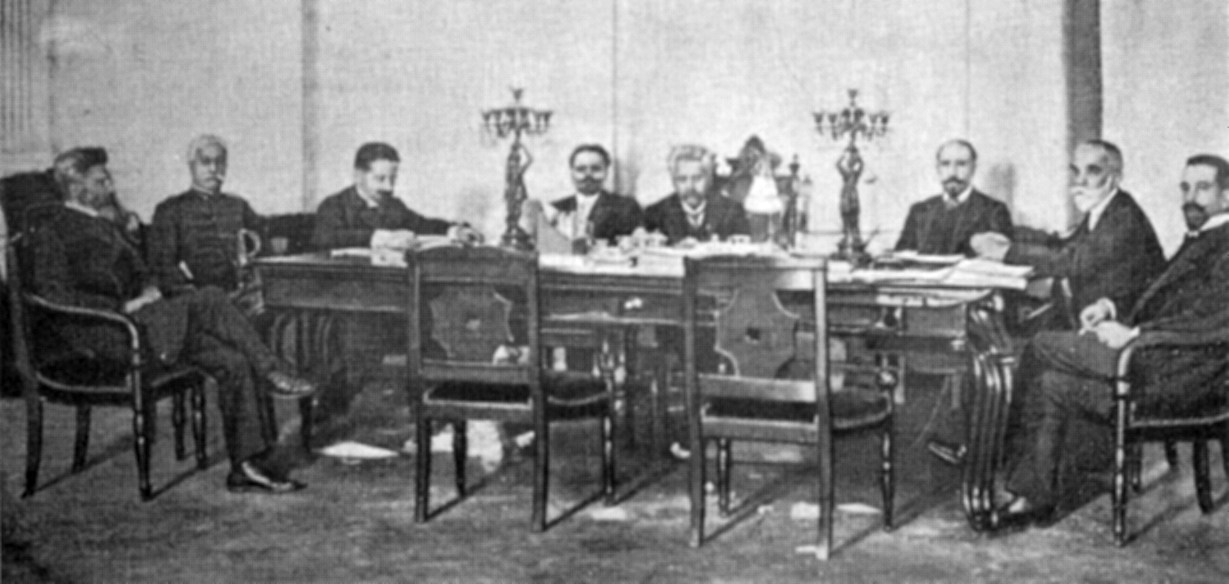
Gouvernement provisoire de la République portugaise en 1910.

Le 6 octobre 1910, le Diário do Governo (journal officiel) annonce : « Au peuple portugais — Constitution du gouvernement provisoire de la République — Aujourd'hui, 5 octobre 1910, à onze heures du matin, a été proclamé la république du Portugal dans le salon noble de l'Hôtel de ville de Lisbonne, marquant la fin du mouvement de révolution national. Le gouvernement provisoire a aussitôt été constitué : Présidence, Joaquim Teófilo Braga. Intérieur, António José de Almeida. Justice, Afonso Costa. Finances, Basílio Teles. Guerre, António Xavier Correia Barreto. Marine, Amaro Justiniano de Azevedo Gomes. Étrangers, Bernardino Luís Machado Guimarães. Développement, António Luís Gomes. »
Par décret du 8 octobre le gouvernement provisoire définit la nouvelle nomenclature des ministères, les modifications les plus importantes étant celles qui concernent le Royaume, le Trésor Public et les Travaux Publics qui deviennent respectivement l'Intérieur, les Finances et le Développement.
Basílio Teles refusant le poste pour lequel il avait été nommé, n'a même pas l'occasion de l'occuper. Il est remplacé, le 12, par José Relvas. Le 22 novembre, Brito Camacho rejoint le gouvernement, à la suite du départ d'António Luís Gomes, nommé ambassadeur du Portugal à Rio de Janeiro.

« Les ministres du Gouvernement Provisoire, inspirés par un haut sentiment patriotique, ont toujours cherché à traduire dans leurs décisions les plus hautes et les plus pressantes aspirations du vieux Parti Républicain, afin de concilier les intérêts permanents de la société avec le nouvel ordre des choses, qui découle inévitablement du fait révolutionnaire. »

— Teófilo Braga-21-06-1911
Tant que durent ses fonctions, le gouvernement provisoire prend une série de mesures importantes, qui ont un effet durable. Afin d'apaiser les esprits et d'indemniser les victimes de la monarchie, on concède une large amnistie pour les crimes contre la sureté de l'État, contre la religion, pour désobéissance, usage d'armes prohibées, etc..
L'Église catholique s'émeut fortement des mesures prises : l'expulsion de la Compagnie de Jésus et des Ordres du clergé régulier, la fermeture des couvents, l'interdiction de l'enseignement religieux dans les écoles, l'abolition du serment religieux lors des cérémonies civiles et la laïcisation de l'État du fait de la séparation de l'Église de l'État. Bientôt le divorce est institutionnalisé, le mariage civil légalisé, l'égalité des droits à l'intérieur du mariage entre un homme et une femme adoptée, ainsi que la régularisation juridique des enfants naturels ; la loi assure la protection des enfants et des personnes âgées, les lois sur la presse sont reformulées, on met fin aux titres de noblesse et le droit de grève est reconnu.
Le gouvernement provisoire opte également pour l'extinction de la garde municipale de Lisbonne et de Porto, remplacée par un nouveau corps public de défense de l'ordre, la garde nationale républicaine. En ce qui concerne les colonies, on crée une législation visant à concéder l'autonomie aux provinces d'outre-mer, condition nécessaire à leur développement. Par ailleurs, on modifie aussi les symboles nationaux : le drapeau et l'hymne national portugais. On se dote d'une nouvelle monnaie, l'Escudo portugais, équivalant à mille reals. On va jusqu'à simplifier l'orthographe de la langue portugaise. Elle est dûment réglementée grâce à la réforme orthographique de 1911.
Le gouvernement provisoire jouit d'une grande liberté d'actions jusqu'à l'ouverture officielle de l'Assemblée constituante le 19 juin 1911, à la suite des élections du 28 mai. Après quoi, le président du gouvernement provisoire, Teófilo Braga, transmet à l'assemblée constituante les pouvoirs qui lui avaient été confiés le 5 octobre 1910. Néanmoins, celle-ci approuvera par acclamation la proposition présentée au Congrès par son président Anselmo Braamcamp Freire : « L'assemblée constituante confirme, en attendant une prochaine délibération, l'attribution du pouvoir au gouvernement provisoire de la République ». Deux mois plus tard, une fois la constitution portugaise de 1911 approuvée et le premier président constitutionnel de la République portugaise élu – Manuel de Arriaga – le 24 août 1911, le gouvernement provisoire présente sa démission. Elle sera acceptée le 3 septembre 1911 par le président de la République, mettant ainsi fin à un mandat de plus de 10 mois. Commence alors la Première République.

### De nouveaux symboles nationaux
Avec l'implantation de la République, les symboles nationaux sont modifiés. Par décret du gouvernement provisoire, daté du 15 octobre 1910, on nomme une commission chargée de les créer. Cette modification, selon l'historien Nuno Severiano Teixeira, a pour origine les difficultés rencontrées par les républicains pour représenter la République : « En monarchie, le roi a un corps physique, il est donc reconnaissable et reconnu par les citoyens. Mais la République est une idée abstraite. »

#### Drapeau

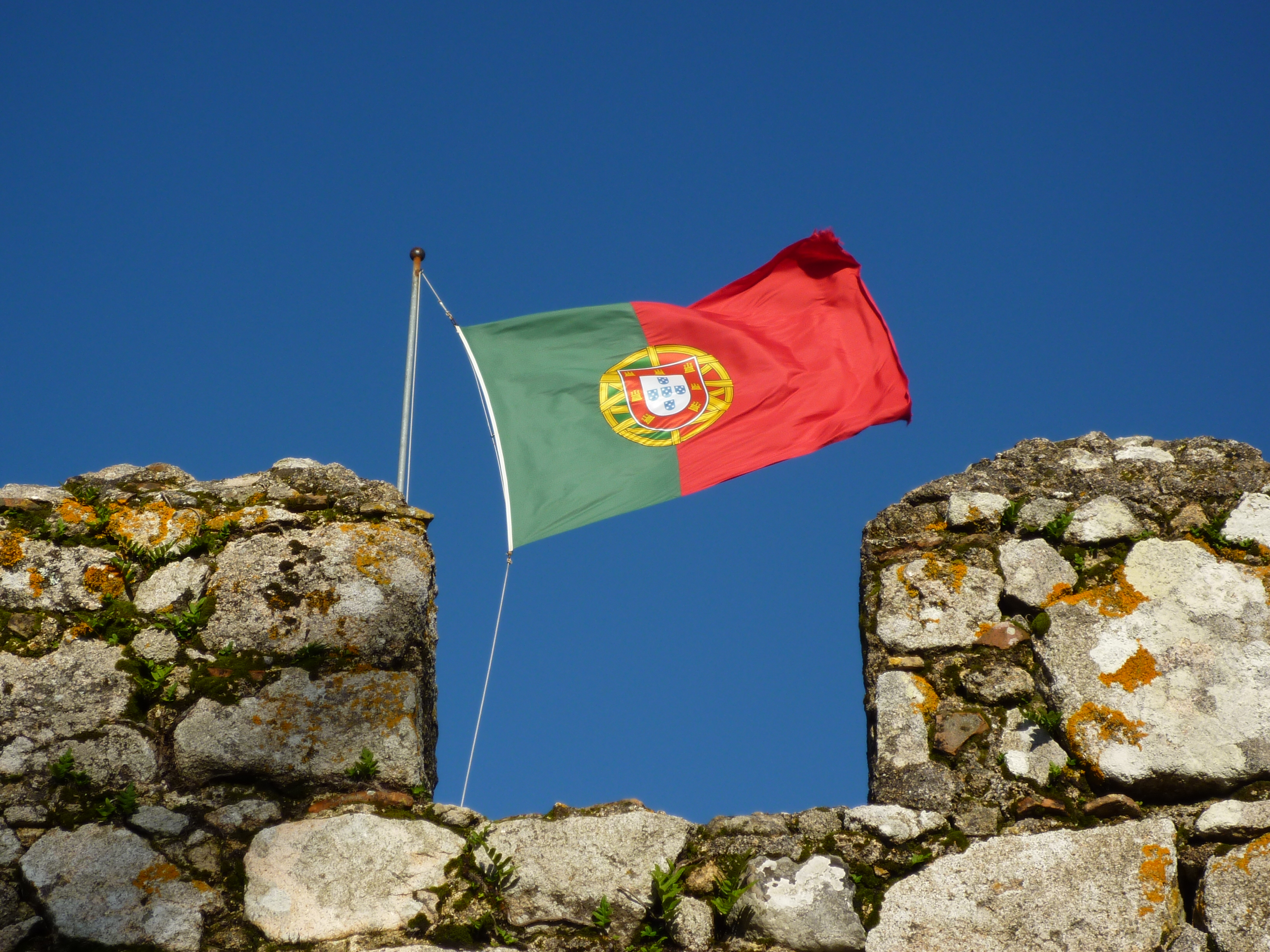
Drapeau de la République Portugaise.

En ce qui concerne le drapeau, deux tendances s'affrontaient : celle privilégiant de garder les couleurs traditionnelles du drapeau portugais, le bleu et le blanc, et celle préférant opter pour des couleurs « plus républicaines » : le vert et le rouge. La proposition de la commission subira plusieurs altérations avant d'aboutir au choix final, un rectangle vert au 2⁄5 côté hampe et rouge au 3⁄5 côté battant,. Le vert est choisi car il est couleur d'espérance, tandis que le rouge est une couleur « combative, chaude, virile, par excellence ». Dans l'union des deux couleurs, on trouve l'écu des armes nationales bordé de blanc, sur une sphère armillaire manuéline.
Le projet de drapeau est approuvé par le gouvernement provisoire après un vote le 29 novembre 1910. Le 1er décembre est célébrée la Fête du Drapeau, devant l'hôtel de ville de Lisbonne. L'assemblée constituante promulgue le choix du drapeau le 19 juin 1911.

#### Hymne national
Le 19 juin 1911, l'assemblée constituante adopte A Portuguesa (La Portugaise) comme hymne national, à la place de l'Hymne de la Charte, hymne en vigueur depuis 1834. Elle est inscrite en tant que symbole national dans la constitution portugaise de 1911. A Portuguesa avait été composée en 1890, sur une musique d'Alfredo Keil et des paroles d'Henrique Lopes de Mendonça, en réaction à l'ultimatum britannique de 1890. Chanson à caractère patriotique à l'origine, elle sera utilisée, avec des paroles légèrement différentes, comme une marche, par les révoltés du 31 janvier 1891  lors d'une tentative ratée de coup d'état qui prétendait implanter la république au Portugal. Après cet épisode, elle sera interdite par la monarchie.
Bien que proclamée hymne national dès 1911, ce n'est que le 4 septembre 1957 que sa version officielle fut adoptée ; version qui est aujourd'hui jouée lors des cérémonies nationales, civiles ou militaires, et lors de visites de chefs d'État étrangers, après l'écoute de l'hymne de la nation représentée.

#### Buste

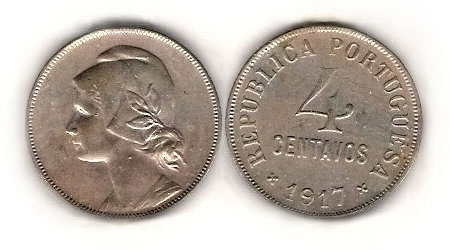

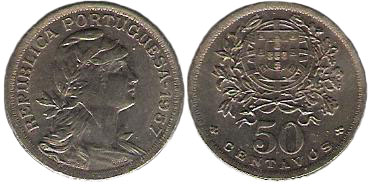
Deux versions du buste représenté sur des escudos, nouvelle monnaie de la République portugaise : par Francisco dos Santos, en haut ; par José Simões de Almeida, en bas.

Le buste officiel de la République fut choisi lors d'un concours national organisé par la mairie de Lisbonne en 1911. Neuf sculpteurs y participèrent,. C'est Francisco dos Santos qui remporta le concours. Ce buste se trouve actuellement exposé à l'hôtel de ville, tandis que le plâtre original se trouve dans le centre culturel de la Casa Pia de Lisbonne, dont Francisco dos Santos avait été élève. Cependant un autre buste est parfois choisi pour figurer la République : celui de José Simões de Almeida, créé en 1908. L'original se trouve à l'hôtel de ville de Figueiró dos Vinhos. C'est Ilda Pulga, une jeune employée des magasins du Chiado qui servit de modèle,. Selon le journaliste António Valdemar, qui en devenant président de l'Académie nationale des Beaux-Arts demande au sculpteur João Duarte de restaurer le buste original (celui-ci se trouvait en effet dans un placard de l'institution) : « Simões fut séduit par le visage de la jeune fille et lui proposa de servir de modèle. Sa mère donna l'autorisation sous deux conditions : être elle-même présente durant les séances et que sa fille ne se déshabille pas. » Le buste montre une République arborant un bonnet phrygien, influence de la Révolution française. Le buste de Simões fut aussitôt adopté par la Maçonnerie et utilisé lors des funérailles de Miguel Bombarda et de Cândido dos Reis. Malgré sa grande popularité, il n'était arrivé qu'à la deuxième place lors du concours officiel.

### Séparation de l'Église et de l'État

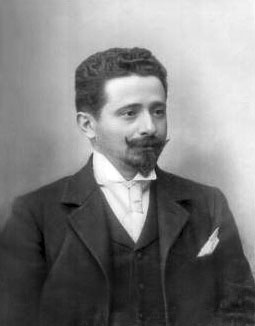
Afonso Costa, en 1904, un des promoteurs des lois de séparation de l'Église et de l'État.

La loi de séparation de l'Église et de l'État prise par le gouvernement provisoire de la République fut très controversée. Le laïcisme commença à être discuté au Portugal dès le XIXe siècle à l'occasion des conférences du Casino organisées par Antero de Quental en 1871. Le mouvement républicain associait Église catholique et monarchie et s'opposait à son influence dans la société portugaise. C'est pourquoi la laïcisation de la République figurait comme l'une des premières mesures à prendre dans l'idéologie et dans le programme politique du Parti républicain portugais et de la Maçonnerie. Le 1er février 1908, à la suite du régicide, le gouvernement publie un décret visant les Jésuites. En s'attaquant ainsi à l'Église, il espère pouvoir sauver le régime. En fait, le roi Manuel II ne signera jamais ce décret.
Aussitôt après l'implantation de la République, le 8 octobre 1910, le ministre de la Justice, Afonso Costa, réinstaure les lois du marquis de Pombal contre les Jésuites et celles de Joaquim António de Aguiar concernant les ordres religieux,. Les biens et les propriétés de l'Église sont inventoriés et confisqués par l'État. Le jurement religieux prévu dans les statuts de l'université de Coimbra est aboli. Les inscriptions en première année de la faculté de théologie sont annulées, ainsi que les chaires en droit canonique. L'enseignement de la doctrine chrétienne est supprimé. Les jours fériés religieux deviennent des jours ouvrés mais le dimanche est maintenu comme jour de repos pour les travailleurs. En outre, on interdit aux forces armées de participer aux solennités religieuses.
Des lois sur le divorce et la famille, faisant du mariage un contrat purement civil, sont votées,.
Certains évêques sont poursuivis, expulsés ou suspendus de leurs activités dans le cadre de cette laïcisation. En réaction aux différents décrets anti-ecclésiastiques, les évêques portugais émettent un mandement collectif défendant la doctrine de l'Église. Malgré son interdiction par le gouvernement, quelques prélats, dont l'évêque de Porto, António José de Sousa Barroso, continuent à divulguer le texte. Cela amène le ministre Afonso Costa à le faire venir à Lisbonne et à le démettre de ses fonctions ecclésiastiques.
Ce mouvement de laïcisation atteint son apogée avec la loi de séparation de l'Église et de l'État, votée le 20 avril 1911 avec le soutien d'une grande partie des classes populaires et intellectuelles. Même si la loi n'est promulguée par l'assemblée qu'en 1914, elle est appliquée aussitôt après la publication du décret. L'église portugaise tente vainement de réagir en parlant « d'injustice, d'oppression, de spoliation et de railleries ». Afonso Costa va jusqu'à prévoir l'éradication du catholicisme en l'espace de trois générations. L'application de la loi commence le 1er juillet 1911 avec la création d'une « commission centrale ».
Si les robes de moines sont interdites, le ministre de la Justice intérimaire de l'époque, Bernardino Machado, somme les curés de délivrer leurs sacrements. Certains évêques, dont celui de Guarda, Manuel Vieira de Matos, ou le patriarche de Lisbonne, António Mendes Bello, continuent à être poursuivis.

### Reconnaissance internationale

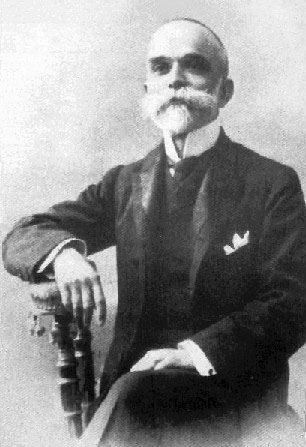
Bernardino Machado occupa le poste des Affaires Étrangères dans le gouvernement provisoire.

Le nouveau régime républicain cherche à se faire reconnaître par les autres nations. En 1910, la grande majorité des États d'Europe restent des monarchies. Seules la France, la Suisse et Saint-Marin sont des républiques. C'est pourquoi le ministère des Affaires étrangères du gouvernement provisoire, dirigé par Bernardino Machado, adopte une ligne de conduite extrêmement prudente, l'amenant, au lendemain du 9 octobre 1910, à faire savoir aux représentants des diplomaties étrangères que le gouvernement provisoire honorerait tous les engagements internationaux pris par le régime précédent.
Le maréchal Hermes da Fonseca, arrivé au Portugal pour une visite officielle, alors que le pays est encore une monarchie, assiste personnellement à tout le processus de transition politique. En repartant pour le Brésil, il quitte une république. Le Brésil devient le premier pays à reconnaître de jure le nouveau régime politique portugais. Le 22 octobre, le gouvernement brésilien fait parvenir des vœux « de bonheur à la noble nation portugaise et à son gouvernement ainsi que de prospérité à la nouvelle république, au nom du Brésil tout entier ». Le jour suivant, c'est au tour de l'Argentine, puis du Nicaragua le 29, l'Uruguay le 31, le Guatemala le 16 novembre, le Costa Rica le 29, le Pérou le 5 décembre, le Chili le 19 décembre, le Venezuela le 23 février 1911, le Panama le 17 mars. En juin 1911, c'est au tour des États-Unis.
Un peu moins d'un mois après la révolution, le 10 novembre 1910, le gouvernement britannique reconnaît de facto la république portugaise, révélant « le vif désir de Sa Majesté britannique de conserver ses relations amicales » avec le Portugal. Les gouvernements espagnol, français et italiens adoptent la même position. Mais il faudra attendre l'adoption de la constitution portugaise de 1911 et l'élection du président de la République portugaise, pour obtenir une reconnaissance de jure par ces pays.
La République française est la première à le faire, le 24 août 1911, jour de l'élection du premier président de la République portugaise. Le Royaume-Uni attendra le 11 septembre pour le faire, suivi de l'Allemagne, de l'Empire austro-hongrois, du Danemark, de l'Espagne, de l'Italie et de la Suède. Suivent la Belgique, les Pays-bas et la Norvège le 12 ; la Chine et le Japon le 13 ; la Grèce le 15 ; la Russie le 30 ; la Roumanie le 23 octobre ; la Turquie le 23 novembre ; Monaco le 21 décembre et le royaume de Siam le 28 février 1912. En vertu des tensions créées entre la jeune république et l'Église catholique, les relations avec le Saint-Siège sont suspendues : c'est seulement le 29 juin 1919 que la curie romaine reconnaît la République portugaise.

## Sources et bibliographie
- (pt) A Maçonaria e a Implantação da República - Documentos Inéditos (Simões Raposo/Carvalhão Duarte)  éd. Grémio Lusitano et Fundação Mário Soares (2009);  (ISBN 978-972-8885-21-2)
- (pt) Revolta Militar no Porto em 31 de Janeiro de 1891 - Os Conselhos de Guerra o Respectivas Sentenças Porto editora (1891)
- (pt) article de Jorge de ABREU A Revolução Portugueza - O 5 de Outubro (Lisboa 1910)  éd. Casa Alfredo David (Lisbonne - 1912)
- (pt) Augusto Ferreira do AMARAL A Aclamação e D. Manuel II (Lisbonne-1966)